# Xiao Zhan
Xiao Zhan (kinesiska: 肖战 ; pinyin: Xiāo Zhàn), även kallad Sean Xiao, född 5 oktober 1991, är en kinesisk skådespelare och artist. Han är medlem av pojkgruppen X Nine. 
Xiao fick utbredd popularitet för sina roller i draman som Oh! My Emperor (2018), Joy of Life (2019) och The Untamed (2019). Som artist släppte Xiao en populär singel, Spot Light (光点), i slutet av april 2020.